# Louis Charles Valette
Pour les articles homonymes, voir Valette.
Louis Charles Valette est un homme politique français né le 17 mars 1804 à Sarrelouis (Allemagne) et décédé le 16 septembre 1870 à Remilly (Moselle).
Avocat, il devient magistrat au début de la Monarchie de Juillet, mais démissionne rapidement pour s'occuper de la gestion de ses propriétés et à l'enseignement primaire, dont il devient inspecteur pour la Moselle. Il est député de la Moselle de 1848 à 1849, siégeant au centre-gauche.

## Sources
- « Louis Charles Valette », dans Adolphe Robert et Gaston Cougny, Dictionnaire des parlementaires français, Edgar Bourloton, 1889-1891 [détail de l’édition]